# Ікання
І́кання (рос. и́канье) — назва системи вокалізму складів, що передують наголошеним, у деяких говірках російської мови, при якій в першому складі перед наголошеним голосні, відповідні наголошеним голосним неверхнього підйому [e], [o], [a] та наголошеному голосному переднього ряду верхнього підйому [i] збігаються в звуці [і], якщо перебувають в позиції після м'якого приголосного (лес, лис — [л'іса]; нёс — [н'ісу]; пять — [п'ітак]).
Ікання характерне для говірок, в яких присутнє акання, особливо для середньоросійських. У російську літературну мову ікання стало проникати з кінця XIX століття, поступово витісняючи єкання і окання (в широкому сенсі — як розрізнення щонайменше деяких ненаголошених голосних неверхнього підйому, в тому числі і після м'яких приголосних), і наразі є орфоепічною нормою російської літературної мови поряд з припустимим єканням.